# Pleonectoides
Pleonectoides és un gènere d'arnes de la família Crambidae. Conté només una espècie, Pleonectoides vinacea, que es troba al sud de l'Índia.